# 貝爾豐特 (阿肯色州)
貝爾豐特（英語：Bellefonte）是一個位於美國阿肯色州布恩縣的城鎮。根據2020年美國人口普查，該地人口為411人，而該地的面積約為1.61平方千米。

## 地理
貝爾豐特的座標為36°12′00″N 93°02′49″W / 36.20000°N 93.04694°W，而該地的平均海拔高度為323米（即1060英尺）。